# 570-е годы
570-е (пятьсо́т семидеся́тые) го́ды по юлианскому календарю — промежуток времени с 1 января 570 года по 31 декабря 579 года, включающий 570 год 7-го десятилетия   и с 571 по 579 годы    8-го десятилетия VI века 1-го тысячелетия.  Они закончились 1446 лет назад.

## События
- Ирано-византийская война (572—591)[1].
- Нападение лангобардов на короля франков Гунтрама.
- Начало набегов аваров на Византийскую империю.
- Набеги тюрок на города в районе Керченского пролива, а также в областях, близких к Корее.

## Родились
- 22 апреля 571 — Мухаммед, арабский проповедник единобожия и пророк ислама, центральная (после единого Бога) фигура этой религии.